# 菅沼ゆり
菅沼 ゆり（すがぬま ゆり、1995年9月3日 - ）は、日本のモデル、女優。千葉県出身。ASOBISYSTEM所属。愛称は「ゆりっぱ」。

## 略歴
モデルになったきっかけは街で声を掛けられたことから。
2014年、高校を卒業した
2017年、第6回渋谷ストリート・ベストドレッサー賞原宿ストリート部門を受賞した。
2018年、SNSコンテンツ「ravi.me」のモデルに起用された。

## 人物
「ゆりっぱ」というあだ名の由来はK-POPアイドル大国男児のメンバーのあだ名を真似たことから。
趣味は映画鑑賞、音楽鑑賞、SNS。特技はメイク・ギター・歌。アルバイトは居酒屋、アパレルの店員、ファミレス、ドラッグストアなどをしていた。
チャームポイントは口元のほくろ、耳で、自分の体の一番好きなパーツは目。
ハーフだと聞かれることもあるが、純日本人である。

## 出演

### 雑誌
- Zipper（祥伝社）
- mer（学研プラス）
- NYLON JAPAN（トランスメディア）
- VoCE（講談社）
- ViVi（講談社）
- Soup.（MOTV）
- CHOKi CHOKi girls（内外出版社）
- SEDA（日之出出版）
- FRUiTS

### web
- JAM MAGAZINE
- HARAJUKU KAWAii!! STYLE
- DROP TOKYO
- HOYAJUKU
- Aymmy ONLINE STORE
- ファッションウォーカー
- FeDEX

## 広告
- Wacoal meets Creators[13]

### テレビ番組
- チュートリアルの徳ダネ福キタル♪（2016年7月1日[14] - 2019年、スペースシャワーTV） - アシスタントVJ[15]
- Kawaii JAPAN-da!!（2017年12月26日[16] - 2020年3月27日、MBSテレビ・スペースシャワーTV） - レギュラー出演[17]

### 映画
- 青ク願ウ[18][19]（2015年）

### 舞台
- 都落ちコンダクターの一振（2017年5月24日 - 29日、演出：久保田唱）[20]

### MV
- ソナーポケット「ベストフレンド」[21]（2016年）
- indischord「光のような」[22]（2017年）
- sumika「Summer Vacation」[23]（2017年）
- JUON「“あいしてる”って言えなくて」[24]（2018年）

### イベント
- 徳ダネ福キタル special LIVE vol.4（2017年）
- TOKUFUKU LIVE connect vol.1（2017年）
- 徳ダネ福キタル special LIVE vol.3（2016年）
- SAKAE KAWAII HALLOWEEN（2016年）
- もしもしにっぽんフェスティバルinTOKYO[25]（2016年）
- OSAKA KAWAii in 茶屋町[26]（2016年）
- ハラコレ[27]（2016年）
- 仙台コレクション2016[28]（2016年）